# GR 8 galaksen
GR 8 (også kaldet UGC 8091) er en gas-rig irregulær dværggalakse af typen ImV i stjernebilledet Jomfruen.
I 1995 estimerede Elina Tolstoy m.fl. afstanden fra Jorden til at være ca. 7,9 millioner lysår. Det er fortsat diskuteret, om GR 8 er en del af den lokale galaksegruppe.
Galaksen blev opdaget ved Lick Observatory i Californien ved hjælp af et 20 tommers teleskop i enten 1946, 1947, eller 1951.
Galaksen er opkaldt efter astronomen Gibson Reaves.[kilde mangler]

## Koordinater
Koordinater for GR 8 er:
Rektascension: 12h 58m 40.4s

Tilbagenang: +14º 13' 03